# Долење Поље
Долење Поље (словен. Dolenje Polje) је насељено место у општини Долењске Топлице, регија Југоисточна Словенија, Словенија.

## Историја
До територијалне реорганизације у Словенији било је у саставу старе општине Ново Место.

## Становништво
У попису становништва 2011. године, Долење Поље је имало 67 становника.
| Број становника према пописима | Број становника према пописима | Број становника према пописима |
| ------------------------------ | ------------------------------ | ------------------------------ |
| 1991                           | 2002                           | 2011                           |
| 80                             | 68                             | 67                             |

Напомена: Године 1987. умањено за део насеља који је припојен некадашњем насељу Горења Стража, данас део насеља Стража (Стража).